# Yassıkaya, Taşlıçay
Yassıkaya là một xã thuộc huyện Taşlıçay, tỉnh Ağrı, Thổ Nhĩ Kỳ. Dân số thời điểm năm 2011 là 197 người.